# Пуерто де Калабазас (Морелос)
Пуерто де Калабазас (шп. Puerto de Calabazas) насеље је у Мексику у савезној држави Чивава у општини Морелос. Насеље се налази на надморској висини од 1460 м.

## Становништво
Према подацима из 2005. године у насељу је живело 10 становника.

### Хронологија
| Година       | 2000         | 2005 |
| ------------ | ------------ | ---- |
| Становништво | 22 (11 / 11) | 10   |

### Попис
| # | Индикатор                        | Вредност |
| - | -------------------------------- | -------- |
| 1 | Укупно појединачних домаћинстава | 2        |